# Czersk (stad)
Czersk is een stad in het Poolse woiwodschap Pommeren, gelegen in de powiat Chojnicki. De oppervlakte bedraagt 9,73 km², het inwonertal 9445 (2005).